# Gerrit Keizer
Gerard Pieter „Gerrit“ Keizer (8. srpna 1910 – 5. prosince 1980), známý jako Gerard Keyser, byl nizozemský fotbalista, který hrál jako brankář. Hrál za AFC Ajax, kam se vrátil po působení v Anglii. Arsenal FC dovedl k prvnímu ligovému titulu.

## Klubová kariéra
Do akademie Ajaxu přišel v 16 letech, o dva roky později debutoval dne 1. dubna 1929 proti Stormvogels. V Ajaxu byl náhradník, jedničkou byl Jan de Boer.
Z Ajaxu odešel do Margate. Brzy si ho všiml trenér Arsenalu, Herbert Chapman. Za Arsenal debutoval dne 30. srpna 1930 proti Blackpoolu. V roce 1930 vyhrál s klubem Charity Shield. V sezóně 1930/31 vyhrál s Arsenalem titul, první v historii klubu. S tvrdou konkurencí ze strany Billa Harpera a Charlie Preedyho ztratil svou pozici v týmu a v červenci 1931 odešel do Charlton Athletic. V Anglii poté hrál ještě v Queens Park Rangers.
Nakonec se vrátil do Ajaxu. V klubu odehrál kolem 300 zápasů a stal se klubovou legendou.

## Reprezentační kariéra
Za reprezentaci debutoval proti Belgii v kvalifikaci na Mistrovství světa ve fotbale 1934. Do týmu pro turnaj se však nedostal.

## Osobní život
Po válce se Ajax ocitl ve finančních problémech a nemohl si dovolit vlastní výstroj. Keizer přiletěl do Londýna, aby požádal o pomoc svůj bývalý klub Arsenal, který daroval dresy a fotbalové míče. Ajax následně odehrál některé zápasy v červenobílých dresech Arsenalu.
V roce 1947 bylo zjištěno, že pašuje britské bankovky ve fotbalových míčích. Dostal pokutu 30 000 guldenů a byl odsouzen k šesti měsícům vězení.
Začal podnikat a stal se jedním z předních amsterdamských zelinářů. V roce 1955 se stal členem představenstva Ajaxu.
Zemřel v roce 1980 ve věku 70 let.